# Hortensia Bussi

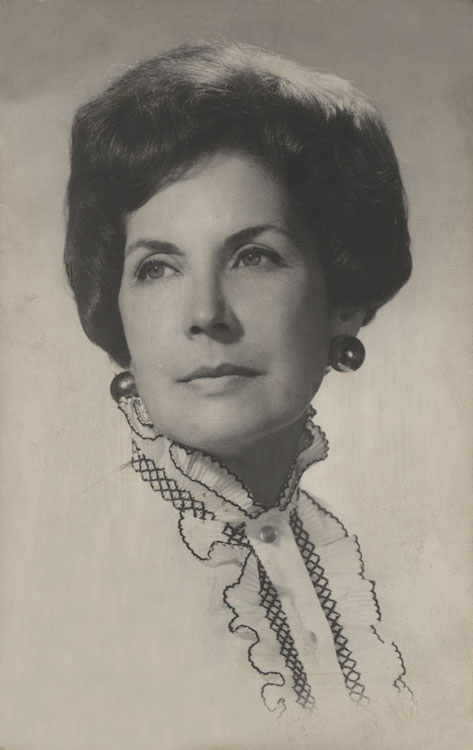
Hortensia Bussi

Hortensia Bussi Soto de Allende, bijgenaamd La Tencha, (Valparaíso, 22 juli 1914 - Santiago, 18 juni 2009) was de echtgenote van de Chileense president Salvador Allende.
Bussi studeerde aan de universiteit van Chili, werd lerares geschiedenis en aardrijkskunde en was bibliothecaresse bij het Chileens Nationaal Instituut voor de Statistiek. Na de staatsgreep waarbij haar echtgenoot werd afgezet en omkwam, ging Bussi in ballingschap naar Mexico. Zij voerde er campagne tegen het regime van Augusto Pinochet. Bussi keerde in 1988 terug naar Chili.